# NGC 5712
NGC 5712 est une petite galaxie elliptique (lenticulaire ?) très compacte située dans la constellation de la Petite Ourse. Sa vitesse par rapport au fond diffus cosmologique est de 6 794 ± 28 km/s, ce qui correspond à une distance de Hubble de 100,2 ± 7,0 Mpc (∼327 millions d'al). NGC 5712 a été découverte par l'astronome germano-britannique William Herschel en 1797.